# Oligotròfia

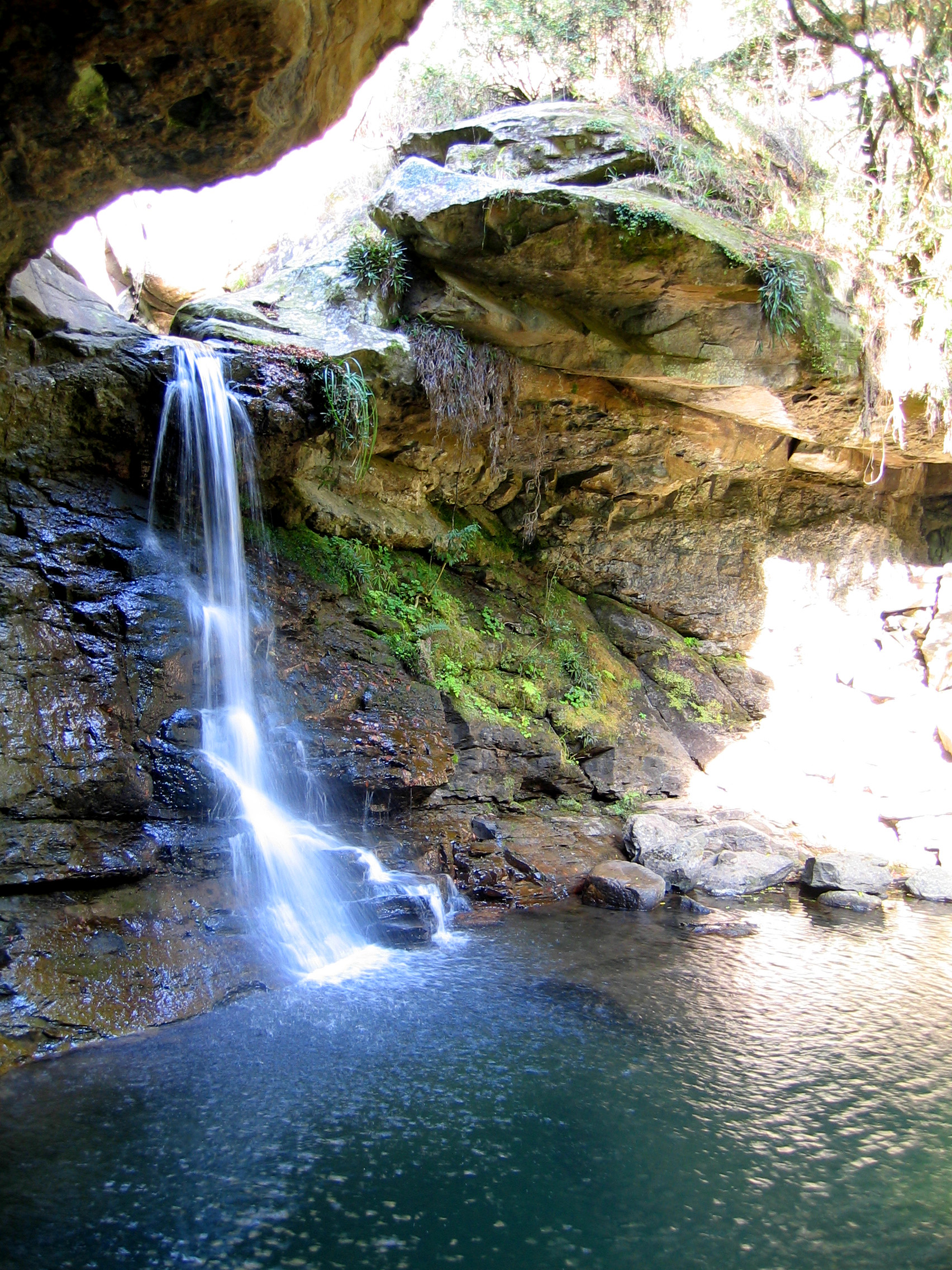
Cascada en el fons d'un bosc africà

L'oligotròfia indica que l'ésser viu pot prosperar en un ambient que li ofereix molts baixos nivells de nutrients. Això contrasta amb els organismes copiotròfics que prefereixen els ambients amb gran riquesa d'aliment.Oligotròfic (paraula derivada del grec que significa poc aliment) és un terme de la biologia que s'aplica tant al medi ambient com als éssers vius. Els oligòtrofs es caracteritzen pel seu lent creixement, baixes taxes metabòliques i generalment poblacions de baixa densitat. En els ambients oligotròfics hi ha per tant pocs aliments per a sostenir la vida. Tanmateix els llacs oligotròfics es considera com la situació mediambiental més favorable, ja que un llac eutròfic acostuma a ser el producte de la contaminació antropogènica. Ambients oligotròfics són els sediments del fons marí, les coves, el gel polar, les parts més profundes del sòl, els aqüífers, les aigües oceàniques i els sòls lixiviats.